# Spirembolus synopticus
Spirembolus synopticus är en spindelart som beskrevs av Crosby 1925. Spirembolus synopticus ingår i släktet Spirembolus och familjen täckvävarspindlar. Inga underarter finns listade i Catalogue of Life.